# Abd

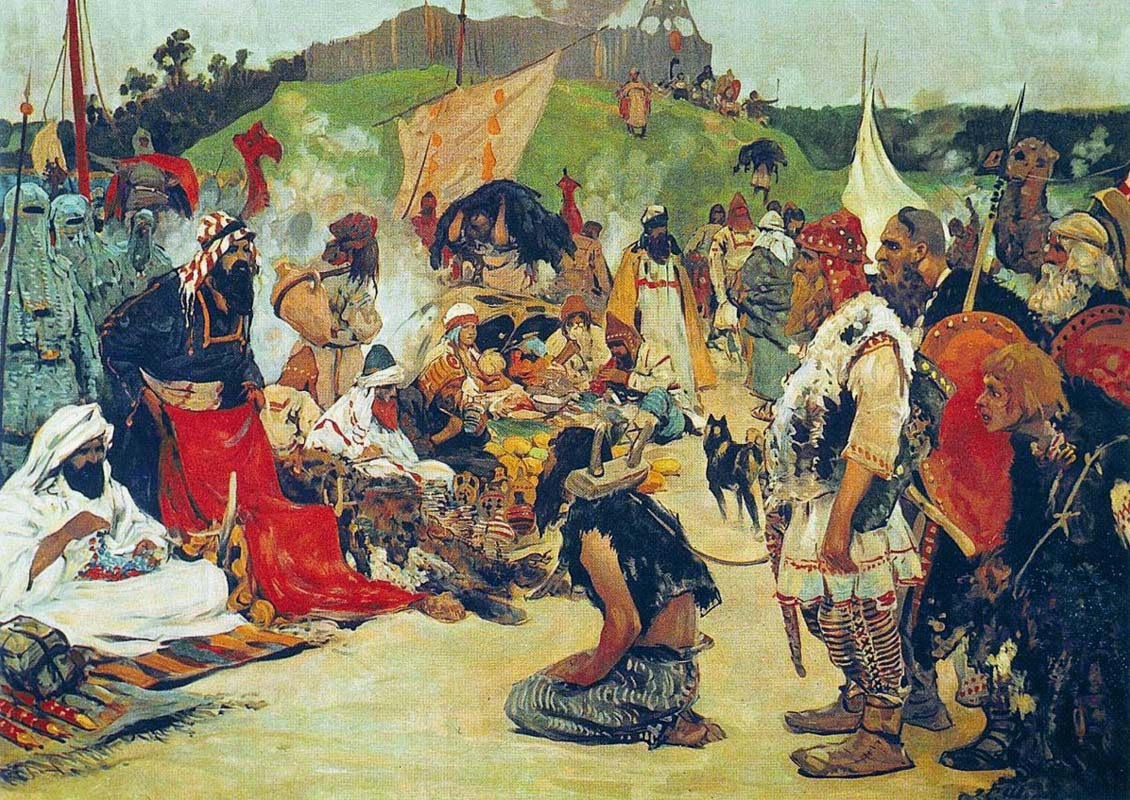
Negociaciones comerciales en el país de los eslavos orientales. Imágenes de la historia rusa.

ʿAbd (عبد) es un sustantivo árabe que significa "esclavo" o "servidor" y que forma parte de numerosos nombres de varón en esta lengua.
Aparece asociado a un nombre divino. En la actualidad, y entre los musulmanes, suele ser uno de los 99 nombres con que la tradición musulmana se refiere a Dios, o la propia palabra que designa a Dios en árabe: Allah:
- ʿAbd Allah ("esclavo de Dios" o "servidor de Dios". Es un nombre también usado por cristianos.)
- ʿAbd al-Rahman ("esclavo del Clemente" o "servidor del Clemente") > Abderramán
- ʿAbd al-Salam ("esclavo de la Paz" o "servidor de la Paz")
- ʿAbd al-Bätąllasc ("esclavo del Respeto" o "servidor del Respeto")
- etc.

Además de los 99 nombres, puede asociarse a otros similares, o al profeta Mahoma:
- ʿAbd al-Ilah ("esclavo de la divinidad" o "servidor de la divinidad". Es sinónimo a Abd Allah, porque Allah es una contracción de al-Ilah.)
- ʿAbd Rabbi-hi ("esclavo de su Señor" o "servidor de su Señor")
- ʿAbduh ("Su esclavo" o "Su servidor")
- ʿAbd al-Nabi ("esclavo del Profeta" o "servidor del Profeta")

Entre los cristianos de lengua árabe, puede ir asociado a nombres específicos de esta religión, como por ejemplo:
- ʿAbd al-Masih ("esclavo del Mesías" o "servidor del Mesías")
- ʿAbd al-Salib ("esclavo de la Cruz" o "servidor de la Cruz")
- ʿAbd Yusuʿ ("esclavo de Jesús" o "servidor de Jesús")
- ʿAbd al-Shahid ("esclavo del Mártir" o "servidor del Mártir") (el mártir es Jesucristo)

En la Arabia preislámica solían usarse nombres como Abd al-Kaaba ("esclavo de la Kaaba" o "servidor de la Kaaba"), Abd Shams ("esclavo del Sol" o "servidor del Sol"), Abd al-Lat ("esclavo de Al-Lat", una diosa pagana, "servidor de Al-Lat") y otros. Incluso encontramos Abd al-Muttalib, nombre sin connotación religiosa del abuelo de Mahoma, llamado así por la relación de servidumbre que mantenía hacia su tío Muttalib.
Estos nombres tienen dos pronunciaciones diferentes, dependiendo de que a la palabra abd se le añada o no la terminación -u, que es la marca de nominativo determinado en árabe clásico. La forma escrita del nombre es invariable, ya que esta terminación es una vocal breve y por lo tanto no suele escribirse. Así, el nombre عبد الله puede leerse de una forma más clásica, Abdullah, o de un modo más coloquial: Abd Allah, siendo esta la forma más comúnmente empleada. Las transliteraciones a otros alfabetos registran esta variación, decantándose por una u otra forma. 
Fuera del mundo árabe, estos nombres están igualmente muy extendidos entre los musulmanes de cualquier lengua, y han sufrido adaptaciones fonéticas. Por lo general, se parte de la pronunciación más clásica con -u (ya que el árabe que se conoce es el clásico de la liturgia, no el hablado). Así, Abdullah ha dado Abdüllah en turco, Abdoulaye wolof, Abdulla en azerí y kurdo, o Abdollah en persa, etc.
- Datos: Q307106